# Cephalosphen
Cephalosphen är ett släkte av tvåvingar. Cephalosphen ingår i familjen skridflugor.
Kladogram enligt Catalogue of Life:
| Cephalosphen | \| \| Cephalosphen acromelas \| \| \| \| \| \| Cephalosphen buettneri \| \| \| \| \| \| Cephalosphen clavaticlunis \| \| \| \| \| \| Cephalosphen collarti \| \| \| \| \| \| Cephalosphen colletti \| \| \| \| \| \| Cephalosphen conifrons \| \| \| \| \| \| Cephalosphen enderleini \| \| \| \| |
|              | \| \| Cephalosphen acromelas \| \| \| \| \| \| Cephalosphen buettneri \| \| \| \| \| \| Cephalosphen clavaticlunis \| \| \| \| \| \| Cephalosphen collarti \| \| \| \| \| \| Cephalosphen colletti \| \| \| \| \| \| Cephalosphen conifrons \| \| \| \| \| \| Cephalosphen enderleini \| \| \| \| |
|              | Cephalosphen acromelas |
|              | |
|              | Cephalosphen buettneri |
|              | |
|              | Cephalosphen clavaticlunis |
|              | |
|              | Cephalosphen collarti |
|              | |
|              | Cephalosphen colletti |
|              | |
|              | Cephalosphen conifrons |
|              | |
|              | Cephalosphen enderleini |
|              | |